# Helmuth Rogge (Archivar)

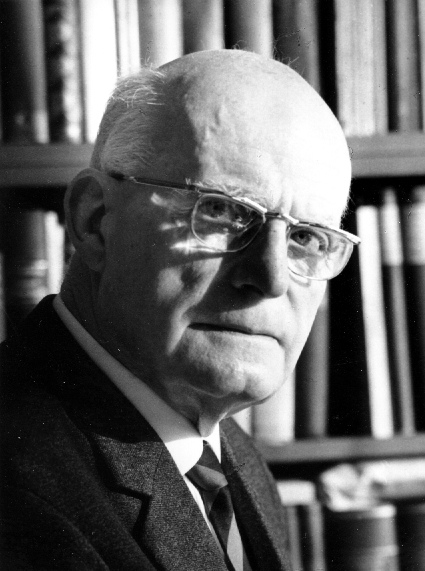
Helmuth Rogge

Helmuth Rogge, gelegentlich auch Helmut Rogge (* 5. Dezember 1891 in Halle (Saale); † 13. September 1976), war ein deutscher Historiker und Archivar.

## Leben
Nach der Promotion zum Dr. phil. an der Friedrich-Wilhelms-Universität zu Berlin am 8. Februar 1918 bei Michael Tangl und Dietrich Schäfer war er Referent beim Verwaltungschef in Belgien, Oberarchivrat und Abteilungsleiter am Reichsarchiv, Oberregierungsrat und Archivleiter im Presse- und Informationsamt der Bundesregierung.

## Schriften (Auswahl)
- Verbrechen des Mordes, begangen an weltlichen deutschen Fürsten in der Zeit von 911–1056. Görlitz 1918, OCLC 890988918.
- Das preußische Herrenhaus im Kriege. Berlin 1918.
- (Hrsg.): Friedrich von Holstein / Lebensbekenntnis in Briefen an eine Frau. Berlin 1932.
- Holstein und Hohenlohe. Neue Beiträge zu Friedrich von Holsteins Tätigkeit als Mitarbeiter Bismarcks und als Ratgeber Hohenlohes. Nach Briefen und Aufzeichnungen aus dem Nachl. des Fürsten Chlodwig zu Hohenlohe-Schillingsfürst 1874–1894. Stuttgart 1957, OCLC 63395665.
- Holstein und Harden. Politisch-publizistisches Zusammenspiel zweier Außenseiter des Wilhelminischen Reichs. München 1959, OCLC 971387788.
- Fingierte Briefe als Mittel politischer Satire. München 1966.
- Helmuth Rogge: Die Rogges in Potsdam, Familiengeschichte, Rückblicke und Jugenderinnerungen. Selbstverlag, Bad Godesberg 1969, S. 279.